# The Graduate
Sinh viên tốt nghiệp (tiếng Anh: The Graduate) là một bộ phim của hài-chính kịch của điện ảnh Mỹ được phát hành năm 1967. Bộ phim dựa theo cuốn tiểu thuyết cùng tên được viết bởi Charles Webb. Kịch bản phim được viết bởi Calder Willingham và Buck Henry - người xuất hiện trong phim với vai trò quản lý khách sạn.
Sinh viên tốt nghiệp nói về Benjamin Braddock (Dustin Hoffman), một sinh viên trở về nhà sau khi tốt nghiệp đại học ở thềm tuổi 21. Trong khi bố mẹ thúc giục anh chọn một ngôi trường để học cao học thì Benjamin cảm thấy lạc lõng và mất định hướng. Trong khi đó, anh tìm thấy sự giải thoát trong mối tình vụng trộm với bà Robinson (Anne Bancroft), một người phụ nữ hơn tuổi, vợ của đồng nghiệp cha anh. Nhưng bố mẹ anh lại muốn mai mối Benjamin với cô con gái của bà Robinson, Elaine (Katharine Ross). Dù cố đối xử tệ hại với Elaine để không phải hẹn hò với cô gái, dần dần Benjamin nhận ra họ giống nhau, đều là những người trẻ vô định hướng trong thế giới đang chuyển giao cũ mới.
Năm 1996, bộ phim được Thư viện quốc hội Hoa Kỳ công nhận là "có đầy đủ tính văn hóa, lịch sử và tính mĩ học " cũng như được chọn vào bảo quản trong Viện lưu trữ phim quốc gia Mỹ. Năm 1998, bộ phim được Viện phim Mỹ xếp hạng 7 trong danh sách 100 phim hay nhất của Viện phim Mỹ. Nhưng đến khi bản danh sách được cập nhật lần thứ hai năm 2007, bộ phim được xếp thứ 17 trong danh sách.